# Cosmopelma dentatum
Cosmopelma dentatum är en spindelart som beskrevs av Fischel 1927. Cosmopelma dentatum ingår i släktet Cosmopelma och familjen Barychelidae.
Artens utbredningsområde är Venezuela. Inga underarter finns listade i Catalogue of Life.